# Превостова веверица
Превостова веверица (лат. Callosciurus prevostii, енгл. Prevost's squirrel) је сисар из реда глодара (Rodentia) и породице веверица (Sciuridae).

## Распрострањење
Ареал врсте је ограничен на мањи број држава. Врста има станиште у Тајланду, Малезији, Индонезији и Брунеју. Врста је присутна на подручју острва Борнео, Суматра и Целебес (на коме је вештачки уведена) у Индонезији.

## Станиште
Станиште врсте су шуме.

## Угроженост
Ова врста је наведена као последња брига, јер има широко распрострањење и честа је врста.